# Danh sách cầu thủ tham dự Giải bóng đá vô địch quốc gia 2020
Sau đây sẽ là danh sách đăng kí thi đấu của 14 câu lạc bộ tại LS V.League 1 - 2020:

## Giai đoạn lượt đi

### Becamex Bình Dương
Huấn luyện viên trưởng:  Nguyễn Thanh Sơn
Ghi chú: Quốc kỳ chỉ đội tuyển quốc gia được xác định rõ trong điều lệ tư cách FIFA. Các cầu thủ có thể giữ hơn một quốc tịch ngoài FIFA.
| Số | VT | Quốc gia | Cầu thủ                |
| -- | -- | -------- | ---------------------- |
| 1  | TM | Việt Nam | Phạm Văn Tiến          |
| 2  | HV | Việt Nam | Nguyễn Hùng Thiện Đức  |
| 3  | TV | Việt Nam | Nguyễn Thanh Thảo      |
| 4  | HV | Việt Nam | Hồ Tấn Tài             |
| 5  | TV | Việt Nam | Trần Hữu Đông Triều    |
| 6  | TV | Việt Nam | Nguyễn Trọng Huy       |
| 7  | TV | Việt Nam | Nguyễn Thanh Long      |
| 8  | HV | Việt Nam | Nguyễn Anh Tài         |
| 9  | TV | Việt Nam | Đoàn Tuấn Cảnh         |
| 10 | TV | Brasil   | Hedipo Gustavo         |
| 11 | TV | Việt Nam | Nguyễn Đoàn Trung Nhân |
| 12 | TV | Việt Nam | Trần Duy Khánh         |
| 14 | TV | Việt Nam | Trần Hoàng Phương      |
| 15 | HV | Việt Nam | Trần Dũ Đạt            |
| 16 | TĐ | Việt Nam | Nguyễn Trần Việt Cường |

| Số | VT | Quốc gia     | Cầu thủ                |
| -- | -- | ------------ | ---------------------- |
| 17 | TV | Việt Nam     | Tống Anh Tỷ            |
| 18 | TĐ | Việt Nam     | Nguyễn Trung Đại Dương |
| 19 | TĐ | Việt Nam     | Ngô Hồng Phước         |
| 20 | TĐ | Pháp         | Toure Youssouf         |
| 21 | HV | Việt Nam     | Đào Tấn Lộc            |
| 22 | TĐ | Việt Nam     | Nguyễn Tiến Linh       |
| 23 | HV | Việt Nam     | Thân Thắng Toàn        |
| 24 | TV | Việt Nam     | Trần Hoàng Bảo         |
| 25 | TM | Việt Nam     | Trần Đức Cường         |
| 26 | TV | Việt Nam     | Trần Phi Hà            |
| 27 | TĐ | Việt Nam     | Hồ Sỹ Giáp             |
| 28 | TV | Việt Nam     | Tô Văn Vũ (đội trưởng) |
| 29 | TV | Việt Nam     | Võ Hoàng Minh Khoa     |
| 30 | TM | Việt Nam     | Lại Tuấn Vũ            |
| 88 | HV | Burkina Faso | Rabo Ali               |

### Dược Nam Hà Nam Định
Huấn luyện viên trưởng:  Phạm Hồng Phú
Ghi chú: Quốc kỳ chỉ đội tuyển quốc gia được xác định rõ trong điều lệ tư cách FIFA. Các cầu thủ có thể giữ hơn một quốc tịch ngoài FIFA.
| Số | VT | Quốc gia     | Cầu thủ                     |
| -- | -- | ------------ | --------------------------- |
| 1  | TM | Việt Nam     | Trần Liêm Điều              |
| 3  | TV | Việt Nam     | Phạm Minh Nghĩa             |
| 4  | HV | Việt Nam     | Trần Hữu Hoàng              |
| 5  | HV | Việt Nam     | Lâm Anh Quang               |
| 6  | TV | Burkina Faso | Zoungrana Winkome Valentin  |
| 8  | TV | Việt Nam     | Lê Sỹ Minh                  |
| 9  | TĐ | Brasil       | Rafaelson Bezerra Fernandes |
| 10 | TV | Việt Nam     | Trần Mạnh Hùng              |
| 14 | TV | Việt Nam     | Phạm Hồng Sơn               |
| 17 | TV | Việt Nam     | Hoàng Xuân Tân              |
| 18 | TV | Việt Nam     | Đoàn Thanh Trường           |
| 19 | TĐ | Việt Nam     | Đỗ Merlo                    |
| 20 | HV | Nigeria      | Emmanuel Tony Agbaji        |

| Số | VT | Quốc gia | Cầu thủ          |
| -- | -- | -------- | ---------------- |
| 22 | HV | Việt Nam | Ngô Đức Huy      |
| 23 | TV | Việt Nam | Phan Văn Hiếu    |
| 25 | TM | Việt Nam | Đinh Quang Phán  |
| 28 | TĐ | Việt Nam | Hoàng Minh Tuấn  |
| 29 | TV | Việt Nam | Nguyễn Đình Mạnh |
| 30 | TV | Việt Nam | Vũ Thế Vương     |
| 32 | HV | Việt Nam | Trần Mạnh Cường  |
| 38 | HV | Việt Nam | Lê Quốc Hường    |
| 56 | TM | Việt Nam | Đinh Xuân Việt   |
| 88 | TV | Việt Nam | Nguyễn Hạ Long   |
| 96 | TĐ | Việt Nam | Mai Xuân Quyết   |
| 99 | HV | Việt Nam | Đinh Văn Trường  |

### Hà Nội
Huấn luyện viên trưởng:  Chu Đình Nghiêm
Ghi chú: Quốc kỳ chỉ đội tuyển quốc gia được xác định rõ trong điều lệ tư cách FIFA. Các cầu thủ có thể giữ hơn một quốc tịch ngoài FIFA.
| Số | VT | Quốc gia | Cầu thủ            |
| -- | -- | -------- | ------------------ |
| 4  | HV | Việt Nam | Nguyễn Văn Dũng    |
| 6  | TV | Việt Nam | Đậu Văn Toàn       |
| 7  | TV | Việt Nam | Mạch Ngọc Hà       |
| 8  | TV | Uganda   | Moses Oloya        |
| 10 | TĐ | Việt Nam | Nguyễn Văn Quyết   |
| 11 | TV | Việt Nam | Phạm Thành Lương   |
| 13 | HV | Việt Nam | Trần Văn Kiên      |
| 15 | TV | Việt Nam | Phạm Đức Huy       |
| 16 | HV | Việt Nam | Nguyễn Thành Chung |
| 17 | HV | Việt Nam | Đặng Văn Tới       |
| 18 | HV | Việt Nam | Đinh Tiến Thành    |
| 19 | TV | Việt Nam | Nguyễn Quang Hải   |
| 20 | TĐ | Sénégal  | Pape Omar Faye     |
| 21 | HV | Việt Nam | Trần Đình Trọng    |

| Số | VT | Quốc gia | Cầu thủ             |
| -- | -- | -------- | ------------------- |
| 25 | TM | Việt Nam | Nguyễn Bá Minh Hiếu |
| 26 | TV | Việt Nam | Nguyễn Tuấn Anh     |
| 28 | HV | Việt Nam | Đỗ Duy Mạnh         |
| 29 | TĐ | Việt Nam | Ngân Văn Đại        |
| 30 | TM | Việt Nam | Nguyễn Văn Công     |
| 33 | TM | Việt Nam | Phí Minh Long       |
| 38 | TĐ | Pháp     | Papa Ibou Kebe      |
| 45 | HV | Việt Nam | Lê Văn Xuân         |
| 51 | TĐ | Việt Nam | Lê Xuân Tú          |
| 68 | TM | Việt Nam | Bùi Hoàng Việt Anh  |
| 74 | TV | Việt Nam | Trương Văn Thái Quý |
| 88 | TV | Việt Nam | Đỗ Hùng Dũng        |
| 97 | TV | Việt Nam | Nguyễn Mạnh Tiến    |
| 98 | TV | Việt Nam | Hồ Minh Dĩ          |

### Hải Phòng
Huấn luyện viên trưởng:  Phạm Hồng Phú
Ghi chú: Quốc kỳ chỉ đội tuyển quốc gia được xác định rõ trong điều lệ tư cách FIFA. Các cầu thủ có thể giữ hơn một quốc tịch ngoài FIFA.
| Số | VT | Quốc gia | Cầu thủ             |
| -- | -- | -------- | ------------------- |
| 1  | TM | Việt Nam | Nguyễn Văn Phong    |
| 2  | HV | Việt Nam | Lê Trung Hiếu       |
| 3  | HV | Việt Nam | Phạm Mạnh Hùng      |
| 5  | TV | Việt Nam | Nguyễn Đình Tài     |
| 6  | HV | Việt Nam | Nguyễn Hữu Phúc     |
| 7  | TĐ | Uganda   | Joseph Mpande       |
| 8  | TV | Việt Nam | Michal Nguyễn       |
| 9  | TV | Việt Nam | Lê Thế Cường        |
| 10 | TĐ | Brasil   | Diego Olivera Silva |
| 12 | HV | Việt Nam | Nguyễn Hữu Tuấn     |
| 14 | HV | Việt Nam | Adriano Schmidt     |
| 15 | TV | Việt Nam | Doãn Ngọc Tân       |
| 16 | TĐ | Brasil   | Claudecir Junior    |

| Số | VT | Quốc gia | Cầu thủ            |
| -- | -- | -------- | ------------------ |
| 18 | HV | Việt Nam | Nguyễn Văn Hạnh    |
| 19 | HV | Việt Nam | Huỳnh Trọng Nhân   |
| 21 | TV | Việt Nam | Trương Ngọc Mười   |
| 22 | TĐ | Việt Nam | Nguyễn Viết Nguyên |
| 23 | TĐ | Việt Nam | Nguyễn Văn Chung   |
| 24 | TV | Việt Nam | Nguyễn Thế Dương   |
| 26 | TV | Việt Nam | Martin Lò          |
| 27 | TV | Việt Nam | Đậu Thanh Phong    |
| 28 | HV | Việt Nam | Phạm Hoài Dương    |
| 29 | HV | Việt Nam | Hoàng Vissai       |
| 30 | TM | Việt Nam | Nguyễn Văn Toản    |
| 35 | TM | Việt Nam | Nguyễn Minh Nhựt   |
| 36 | TM | Việt Nam | Phạm Văn Luân      |
| 37 | TV | Việt Nam | Nguyễn Hùng Anh    |
| 38 | TV | Việt Nam | Nguyễn Trọng Hiếu  |
| 39 | TĐ | Việt Nam | Đồng Văn Trung     |
| 45 | TV | Việt Nam | Nguyễn Thành Đồng  |

### Hoàng Anh Gia Lai
Huấn luyện viên trưởng:  Nguyễn Văn Đàn và Dương Minh Ninh
Ghi chú: Quốc kỳ chỉ đội tuyển quốc gia được xác định rõ trong điều lệ tư cách FIFA. Các cầu thủ có thể giữ hơn một quốc tịch ngoài FIFA.
| Số | VT | Quốc gia | Cầu thủ                |
| -- | -- | -------- | ---------------------- |
| 1  | TM | Việt Nam | Trần Bửu Ngọc          |
| 3  | HV | Việt Nam | Nguyễn Hữu Anh Tài     |
| 4  | HV | Serbia   | Damir Memović          |
| 5  | HV | Việt Nam | Âu Dương Quân          |
| 6  | TV | Việt Nam | Lương Xuân Trường      |
| 7  | TV | Việt Nam | Nguyễn Phong Hồng Duy  |
| 8  | TV | Việt Nam | Trần Minh Vương        |
| 9  | TĐ | Việt Nam | Nguyễn Văn Toàn        |
| 10 | TĐ | Jamaica  | Chevaughn Walsh        |
| 11 | TV | Việt Nam | Nguyễn Tuấn Anh        |
| 12 | TV | Nigeria  | Kelly Kester Oahimijie |
| 15 | HV | Việt Nam | Trương Trọng Sáng      |
| 17 | HV | Việt Nam | Vũ Văn Thanh           |
| 18 | TV | Việt Nam | Hoàng Thanh Tùng       |

| Số | VT | Quốc gia | Cầu thủ           |
| -- | -- | -------- | ----------------- |
| 20 | TV | Việt Nam | Trần Bảo Toàn     |
| 21 | TV | Việt Nam | Nguyễn Kiên Quyết |
| 22 | TV | Việt Nam | Phan Thanh Hậu    |
| 24 | TV | Việt Nam | Châu Ngọc Quang   |
| 25 | TM | Việt Nam | Phạm Hữu Nghĩa    |
| 28 | TĐ | Việt Nam | Nguyễn Văn Anh    |
| 32 | HV | Việt Nam | Phạm Đăng Tuấn    |
| 61 | TĐ | Việt Nam | Nguyễn Anh Đức    |
| 68 | TM | Việt Nam | Lê Văn Trường     |
| 71 | HV | Việt Nam | A Hoàng           |
| 86 | HV | Việt Nam | Dụng Quang Nho    |
| 97 | TV | Việt Nam | Triệu Việt Hưng   |
| 98 | TĐ | Việt Nam | Nguyễn Lam        |

### Hồng Lĩnh Hà Tĩnh
Huấn luyện viên trưởng:  Phạm Minh Đức
Ghi chú: Quốc kỳ chỉ đội tuyển quốc gia được xác định rõ trong điều lệ tư cách FIFA. Các cầu thủ có thể giữ hơn một quốc tịch ngoài FIFA.
| Số | VT | Quốc gia | Cầu thủ                  |
| -- | -- | -------- | ------------------------ |
| 1  | TM | Việt Nam | Nguyễn Hoài Anh          |
| 2  | HV | Việt Nam | Hoàng Ngọc Hào           |
| 3  | HV | Việt Nam | Vũ Hữu Quý               |
| 5  | TĐ | Việt Nam | Trần Đức Nam             |
| 6  | TV | Việt Nam | Lý Công Hoàng Anh        |
| 7  | TV | Việt Nam | Lê Mạnh Dũng             |
| 9  | TV | Brasil   | Bruno Henrique de Sousa  |
| 10 | TĐ | Việt Nam | Phạm Tuấn Hải            |
| 11 | TV | Việt Nam | Nguyễn Văn Hiệp          |
| 14 | HV | Brasil   | Janclesio Almeida Santos |
| 15 | HV | Việt Nam | Nguyễn Văn Toản          |
| 16 | TV | Việt Nam | Phạm Văn Long            |
| 17 | HV | Việt Nam | Đào Văn Nam              |
| 18 | TV | Việt Nam | Trần Đức Trung           |

| Số | VT | Quốc gia | Cầu thủ           |
| -- | -- | -------- | ----------------- |
| 19 | TV | Việt Nam | Nguyễn Văn Đức    |
| 20 | HV | Việt Nam | Phạm Hoàng Lâm    |
| 21 | TV | Việt Nam | Nguyễn Văn Huy    |
| 22 | TĐ | Việt Nam | Nguyễn Văn Tám    |
| 23 | TĐ | Việt Nam | Nguyễn Văn Minh   |
| 25 | TM | Việt Nam | Dương Quang Tuấn  |
| 28 | HV | Việt Nam | Nguyễn Văn Vĩ     |
| 33 | HV | Việt Nam | Phùng Viết Trường |
| 37 | TV | Việt Nam | Trần Văn Công     |
| 68 | TM | Việt Nam | Châu Hoài Thanh   |
| 80 | TĐ | Hoa Kỳ   | Victor Mansaray   |
| 88 | TV | Việt Nam | Nguyễn Trung Học  |

### Quảng Nam
Huấn luyện viên trưởng:  Nguyễn Thành Công
Ghi chú: Quốc kỳ chỉ đội tuyển quốc gia được xác định rõ trong điều lệ tư cách FIFA. Các cầu thủ có thể giữ hơn một quốc tịch ngoài FIFA.
| Số | VT | Quốc gia | Cầu thủ               |
| -- | -- | -------- | --------------------- |
| 1  | TM | Việt Nam | Nguyễn Ngọc Bin       |
| 2  | HV | Việt Nam | Đinh Viết Tú          |
| 3  | HV | Việt Nam | Huỳnh Tấn Sinh        |
| 4  | HV | Việt Nam | Trần Văn Tâm          |
| 6  | TV | Việt Nam | Đặng Hữu Phước        |
| 7  | TV | Việt Nam | Đinh Thanh Trung      |
| 8  | TV | Brasil   | Jose Paulo Pinto      |
| 9  | TĐ | Việt Nam | Hà Minh Tuấn          |
| 10 | TV | Việt Nam | Phan Đình Thắng       |
| 11 | TĐ | Brasil   | Rodrigo Da Sylva      |
| 12 | TĐ | Việt Nam | Trịnh Duy Long        |
| 13 | TV | Việt Nam | Nguyễn Hoàng Quốc Chí |
| 14 | TV | Việt Nam | Nguyễn Huy Hùng       |
| 15 | HV | Việt Nam | Đào Duy Khánh         |
| 16 | TV | Việt Nam | Nguyễn Như Tuấn       |
| 17 | TV | Việt Nam | Ngô Quang Huy         |

| Số | VT | Quốc gia | Cầu thủ          |
| -- | -- | -------- | ---------------- |
| 18 | TV | Việt Nam | Nguyễn Văn Trạng |
| 19 | TV | Việt Nam | Phan Thanh Hưng  |
| 20 | TV | Việt Nam | Nguyễn Văn Đô    |
| 21 | HV | Việt Nam | Trần Mạnh Toàn   |
| 22 | HV | Việt Nam | Trịnh Văn Hà     |
| 24 | HV | Brasil   | Lucas Roocha     |
| 25 | TM | Việt Nam | Phạm Văn Cường   |
| 26 | TM | Việt Nam | Trần Văn Chiến   |
| 27 | TĐ | Việt Nam | Nguyễn Văn Thạnh |
| 28 | TV | Việt Nam | Nguyễn Anh Tuấn  |
| 29 | TM | Việt Nam | Hoàng Vissai     |
| 34 | TV | Việt Nam | Võ Văn Toàn      |
| 38 | HV | Việt Nam | Lê Đức Lộc       |
| 73 | TV | Việt Nam | Nguyễn Hồng Sơn  |
| 92 | HV | Việt Nam | Nguyễn Anh Hùng  |

### Sài Gòn
Huấn luyện viên trưởng:  Vũ Tiến Thành

Ghi chú: Quốc kỳ chỉ đội tuyển quốc gia được xác định rõ trong điều lệ tư cách FIFA. Các cầu thủ có thể giữ hơn một quốc tịch ngoài FIFA.
| Số | VT | Quốc gia | Cầu thủ           |
| -- | -- | -------- | ----------------- |
| 3  | HV | Việt Nam | Ngô Anh Vũ        |
| 4  | HV | Việt Nam | Trần Minh Chiến   |
| 5  | TV | Việt Nam | Nguyễn Nam Anh    |
| 6  | HV | Việt Nam | Trần Văn Bửu      |
| 7  | TV | Việt Nam | Nguyễn Ngọc Duy   |
| 8  | TV | Việt Nam | Nguyễn Vũ Tín     |
| 9  | TĐ | Việt Nam | Nguyễn Đình Bảo   |
| 10 | TĐ | Brasil   | Pedro Paulo       |
| 15 | HV | Việt Nam | Trịnh Đức Lợi     |
| 16 | TV | Việt Nam | Bùi Trần Vũ       |
| 17 | TV | Việt Nam | Nguyễn Minh Trung |
| 19 | TV | Việt Nam | Lê Quốc Phương    |
| 20 | HV | Việt Nam | Nguyễn Thanh Thụ  |

| Số | VT | Quốc gia | Cầu thủ          |
| -- | -- | -------- | ---------------- |
| 22 | HV | Việt Nam | Nguyễn Quốc Long |
| 23 | TV | Việt Nam | Cao Văn Triền    |
| 24 | TM | Việt Nam | Tống Đức An      |
| 26 | HV | Việt Nam | Thân Thành Tín   |
| 27 | TV | Việt Nam | Nguyễn Hữu Sơn   |
| 29 | TV | Việt Nam | Ngô Xuân Toàn    |
| 31 | HV | Việt Nam | Nguyễn Bá Dương  |
| 32 | HV | Việt Nam | Nguyễn Văn Ngọ   |
| 36 | TM | Việt Nam | Phạm Văn Phong   |
| 39 | TV | Việt Nam | Huỳnh Tấn Tài    |
| 40 | HV | Hàn Quốc | Ahn Byung-Keon   |
| 70 | HV | Việt Nam | Đào Hùng Phong   |
| 76 | TM | Việt Nam | Dương Tùng Lâm   |
| 88 | HV | Việt Nam | Lê Thanh Phong   |
| 94 | TĐ | Brasil   | Geovane Magno    |

### SHB Đà Nẵng
Huấn luyện viên trưởng:  Lê Huỳnh Đức
Ghi chú: Quốc kỳ chỉ đội tuyển quốc gia được xác định rõ trong điều lệ tư cách FIFA. Các cầu thủ có thể giữ hơn một quốc tịch ngoài FIFA.
| Số | VT | Quốc gia | Cầu thủ           |
| -- | -- | -------- | ----------------- |
| 1  | TM | Việt Nam | Phan Văn Biểu     |
| 2  | HV | Việt Nam | Âu Văn Hoàn       |
| 4  | TV | Việt Nam | Nguyễn Phi Hoàng  |
| 5  | HV | Việt Nam | Mạc Đức Việt Anh  |
| 6  | TV | Việt Nam | Đặng Anh Tuấn     |
| 7  | TV | Việt Nam | Nguyễn Thanh Hải  |
| 8  | TV | Việt Nam | A Mít             |
| 9  | TĐ | Việt Nam | Hà Đức Chinh      |
| 10 | TĐ | Việt Nam | Phạm Trọng Hóa    |
| 11 | TV | Việt Nam | Phan Văn Long     |
| 12 | TV | Việt Nam | Hoàng Minh Tâm    |
| 13 | TM | Việt Nam | Nguyễn Thanh Bình |
| 14 | TĐ | Việt Nam | Võ Lý             |
| 16 | TV | Việt Nam | Bùi Tiến Dụng     |

| Số | VT | Quốc gia  | Cầu thủ           |
| -- | -- | --------- | ----------------- |
| 17 | TĐ | Thụy Điển | Grace Tanda       |
| 18 | TV | Việt Nam  | Đỗ Thanh Thịnh    |
| 19 | TV | Việt Nam  | Võ Ngọc Toàn      |
| 20 | HV | Việt Nam  | Võ Nhật Tân       |
| 21 | HV | Việt Nam  | Nguyễn Thiện Chí  |
| 22 | HV | Việt Nam  | Nguyễn Công Nhật  |
| 23 | HV | Việt Nam  | Nguyễn Viết Thắng |
| 24 | TĐ | Nigeria   | Akinane Ismaheel  |
| 26 | TM | Việt Nam  | Nguyễn Tuấn Mạnh  |
| 27 | HV | Việt Nam  | Lê Văn Sáu        |
| 29 | TV | Việt Nam  | Lục Xuân Hưng     |
| 43 | TV | Việt Nam  | Hồ Ngọc Thắng     |
| 54 | TV | Việt Nam  | Nguyễn Tài Lộc    |
| 66 | HV | Việt Nam  | Trần Đình Hoàng   |
| 88 | HV | Serbia    | Jelic Igor        |

### Sông Lam Nghệ An
Huấn luyện viên trưởng:  Ngô Quang Trường
Ghi chú: Quốc kỳ chỉ đội tuyển quốc gia được xác định rõ trong điều lệ tư cách FIFA. Các cầu thủ có thể giữ hơn một quốc tịch ngoài FIFA.
| Số | VT | Quốc gia | Cầu thủ                      |
| -- | -- | -------- | ---------------------------- |
| 1  | TM | Việt Nam | Hồ Văn Tú                    |
| 2  | HV | Việt Nam | Võ Ngọc Đức                  |
| 3  | HV | Việt Nam | Phạm Thế Nhật                |
| 4  | TV | Việt Nam | Bùi Đình Châu                |
| 5  | HV | Việt Nam | Hoàng Văn Khánh (đội trưởng) |
| 6  | TV | Việt Nam | Hồ Sỹ Sâm                    |
| 7  | TV | Việt Nam | Phạm Xuân Mạnh               |
| 8  | TĐ | Việt Nam | Hồ Phúc Tịnh                 |
| 9  | TĐ | Nigeria  | Peter Onyekachi              |
| 10 | TĐ | Việt Nam | Hồ Tuấn Tài                  |
| 11 | TV | Việt Nam | Nguyễn Phú Nguyên            |
| 12 | TV | Việt Nam | Đặng Văn Lắm                 |
| 14 | TV | Việt Nam | Nguyễn Văn Việt              |
| 15 | TV | Việt Nam | Trần Đình Tiến               |

| Số | VT | Quốc gia | Cầu thủ           |
| -- | -- | -------- | ----------------- |
| 16 | HV | Việt Nam | Trần Đình Đồng    |
| 17 | HV | Việt Nam | Cao Xuân Thắng    |
| 18 | TM | Việt Nam | Nguyễn Văn Hoàng  |
| 19 | TV | Việt Nam | Trần Ngọc Ánh     |
| 20 | TV | Việt Nam | Phan Văn Đức      |
| 21 | HV | Việt Nam | Nguyễn Sỹ Nam     |
| 25 | TM | Việt Nam | Trần Văn Tiến     |
| 28 | TV | Việt Nam | Nguyễn Quang Tình |
| 29 | TV | Việt Nam | Vương Quốc Trung  |
| 30 | HV | Việt Nam | Lê Thành Lâm      |
| 79 | HV | Việt Nam | Mai Sỹ Hoàng      |
| 86 | HV | Việt Nam | Thái Bá Sang      |
| 95 | HV | Brasil   | Gustavo Santos    |
| 99 | TĐ | Brasil   | Felippe Martine   |

### Than Quảng Ninh
Huấn luyện viên trưởng:  Phan Thanh Hùng
Ghi chú: Quốc kỳ chỉ đội tuyển quốc gia được xác định rõ trong điều lệ tư cách FIFA. Các cầu thủ có thể giữ hơn một quốc tịch ngoài FIFA.
| Số | VT | Quốc gia | Cầu thủ           |
| -- | -- | -------- | ----------------- |
| 1  | TM | Việt Nam | Phan Đình Vũ Hải  |
| 2  | HV | Việt Nam | Dương Văn Khoa    |
| 3  | HV | Việt Nam | Dương Thanh Hào   |
| 5  | HV | Việt Nam | Lê Tuấn Tú        |
| 6  | HV | Việt Nam | Vũ Viết Triều     |
| 7  | TV | Việt Nam | Nghiêm Xuân Tú    |
| 8  | TĐ | Việt Nam | Mạc Hồng Quân     |
| 9  | TĐ | Jamaica  | Andre Diego Fagan |
| 10 | TV | Việt Nam | Đặng Quang Huy    |
| 11 | TV | Việt Nam | Hồ Hùng Cường     |
| 12 | TV | Việt Nam | Trịnh Hoa Hùng    |
| 14 | TV | Việt Nam | Nguyễn Hải Huy    |
| 15 | TV | Việt Nam | Đào Nhật Minh     |
| 16 | TV | Việt Nam | Nguyễn Văn Điều   |
| 17 | TV | Việt Nam | Phạm Trung Hiếu   |
| 18 | TV | Việt Nam | Phùng Kim Trường  |

| Số | VT | Quốc gia | Cầu thủ              |
| -- | -- | -------- | -------------------- |
| 19 | HV | Việt Nam | Nguyễn Huy Cường     |
| 20 | HV | Việt Nam | Nguyễn Xuân Hùng     |
| 21 | TV | Việt Nam | Đoàn Văn Quý         |
| 22 | HV | Croatia  | Neven Laštro         |
| 26 | TM | Việt Nam | Huỳnh Tuấn Linh      |
| 27 | TV | Việt Nam | Giang Trần Quách Tân |
| 28 | HV | Việt Nam | Nguyễn Văn Việt      |
| 32 | HV | Việt Nam | Hoàng Tuấn Anh       |
| 39 | TV | Việt Nam | Kizito Trung Hiếu    |
| 43 | TV | Việt Nam | Phạm Nguyên Sa       |
| 89 | TĐ | Việt Nam | Nguyễn Hữu Khôi      |
| 98 | HV | Việt Nam | Phan Minh Thành      |
| 91 | TĐ | Jamaica  | Jermie Dwayne Lynch  |

### Thanh Hóa
Huấn luyện viên trưởng:  Mai Xuân Hợp
Ghi chú: Quốc kỳ chỉ đội tuyển quốc gia được xác định rõ trong điều lệ tư cách FIFA. Các cầu thủ có thể giữ hơn một quốc tịch ngoài FIFA.
| Số | VT | Quốc gia | Cầu thủ               |
| -- | -- | -------- | --------------------- |
| 1  | TM | Việt Nam | Lương Bá Sơn          |
| 2  | TĐ | Việt Nam | Hoàng Đình Tùng       |
| 3  | HV | Việt Nam | Vũ Xuân Cường         |
| 4  | HV | Việt Nam | Trịnh Đình Hùng       |
| 5  | HV | Việt Nam | Nguyễn Minh Tùng      |
| 6  | TV | Croatia  | Josip Balić           |
| 7  | TV | Việt Nam | Nguyễn Hữu Dũng       |
| 8  | TV | Việt Nam | Lê Văn Thắng          |
| 9  | TV | Việt Nam | Lê Xuân Hùng          |
| 27 | TĐ | Cameroon | Aime Djicka Gassissou |
| 11 | TV | Việt Nam | Đỗ Hoàng Long         |
| 15 | HV | Việt Nam | Trịnh Văn Lợi         |
| 16 | HV | Việt Nam | Hoàng Anh Tuấn        |
| 17 | HV | Việt Nam | Hoàng Thái Bình       |
| 18 | TĐ | Việt Nam | Lê Thanh Bình         |

| Số | VT | Quốc gia | Cầu thủ               |
| -- | -- | -------- | --------------------- |
| 19 | TV | Việt Nam | Nguyễn Vũ Hoàng Dương |
| 20 | TĐ | Việt Nam | Nguyễn Trọng Hùng     |
| 21 | HV | Cameroon | Louis Epassi Ewonde   |
| 22 | TĐ | Việt Nam | Nguyễn Văn Vinh       |
| 23 | TM | Việt Nam | Trịnh Xuân Hoàng      |
| 25 | TM | Việt Nam | Nguyễn Thanh Diệp     |
| 26 | HV | Việt Nam | Lê Văn Đại            |
| 28 | TV | Việt Nam | Nguyễn Trọng Phú      |
| 32 | TV | Việt Nam | Lê Ngọc Nam           |
| 33 | TV | Việt Nam | Hoàng Văn Hải         |
| 39 | TĐ | Việt Nam | Hoàng Vũ Samson       |
| 90 | TV | Việt Nam | Phạm Văn Hội          |
| 98 | HV | Việt Nam | Nguyễn Hữu Lâm        |

### Thành phố Hồ Chí Minh
Huấn luyện viên trưởng:  Chung Hae Seong
Ghi chú: Quốc kỳ chỉ đội tuyển quốc gia được xác định rõ trong điều lệ tư cách FIFA. Các cầu thủ có thể giữ hơn một quốc tịch ngoài FIFA.
| Số | VT | Quốc gia | Cầu thủ            |
| -- | -- | -------- | ------------------ |
| 1  | TM | Việt Nam | Nguyễn Thanh Thắng |
| 2  | HV | Việt Nam | Ngô Tùng Quốc      |
| 4  | HV | Việt Nam | Nguyễn Tăng Tiến   |
| 5  | HV | Việt Nam | Ngô Viết Phú       |
| 6  | TV | Hàn Quốc | Seo Yong-duk       |
| 7  | HV | Việt Nam | Sầm Ngọc Đức       |
| 8  | TV | Việt Nam | Trần Thanh Bình    |
| 9  | TV | Việt Nam | Ngô Hoàng Thịnh    |
| 10 | TV | Việt Nam | Trần Phi Sơn       |
| 11 | TĐ | Việt Nam | Nguyễn Xuân Nam    |
| 12 | HV | Việt Nam | Lê Đức Lương       |
| 14 | TV | Việt Nam | Đỗ Văn Thuận       |
| 15 | HV | Việt Nam | Nguyễn Hữu Tuấn    |
| 16 | TV | Việt Nam | Võ Huy Toàn        |

| Số | VT | Quốc gia   | Cầu thủ                   |
| -- | -- | ---------- | ------------------------- |
| 17 | TV | Việt Nam   | Phạm Trung Thành          |
| 18 | TV | Việt Nam   | Vũ Quang Nam              |
| 19 | HV | Việt Nam   | Lê Văn Sơn                |
| 20 | TV | Việt Nam   | Vũ Ngọc Thịnh             |
| 21 | TĐ | Việt Nam   | Nguyễn Công Phượng        |
| 23 | TV | Việt Nam   | Trần Đình Khương          |
| 26 | TM | Việt Nam   | Nguyễn Sơn Hải            |
| 27 | TĐ | Costa Rica | José Guillermo Ortiz      |
| 28 | TV | Việt Nam   | Phạm Công Hiển            |
| 35 | TM | Việt Nam   | Bùi Tiến Dũng             |
| 39 | TV | Việt Nam   | Phạm Văn Thành            |
| 44 | HV | Sénégal    | Papé Diakité              |
| 71 | HV | Việt Nam   | Nguyễn Công Thành         |
| 77 | TĐ | Costa Rica | Ariel Francisco Rodríguez |
| 81 | TV | Việt Nam   | Vũ Anh Tuấn               |
| 96 | TV | Việt Nam   | Lâm Ti Phông              |

### Viettel
Huấn luyện viên trưởng:  Trương Việt Hoàng
Ghi chú: Quốc kỳ chỉ đội tuyển quốc gia được xác định rõ trong điều lệ tư cách FIFA. Các cầu thủ có thể giữ hơn một quốc tịch ngoài FIFA.
| Số | VT | Quốc gia | Cầu thủ               |
| -- | -- | -------- | --------------------- |
| 1  | TM | Việt Nam | Ngô Xuân Sơn          |
| 3  | HV | Việt Nam | Quế Ngọc Hải          |
| 4  | HV | Việt Nam | Bùi Tiến Dũng         |
| 5  | HV | Việt Nam | Trương Văn Thiết      |
| 6  | TV | Việt Nam | Vũ Minh Tuấn          |
| 7  | TV | Brasil   | Caíque Venâncio Lemes |
| 8  | TV | Việt Nam | Nguyễn Trọng Hoàng    |
| 9  | TĐ | Việt Nam | Trần Ngọc Sơn         |
| 10 | TV | Việt Nam | Đặng Văn Trâm         |
| 11 | TV | Việt Nam | Nguyễn Việt Phong     |
| 12 | TV | Việt Nam | Hồ Khắc Ngọc          |
| 14 | TĐ | Việt Nam | Bùi Quang Khải        |
| 17 | TV | Việt Nam | Nguyễn Đức Hoàng Minh |
| 19 | TĐ | Việt Nam | Trần Danh Trung       |

| Số | VT | Quốc gia | Cầu thủ                |
| -- | -- | -------- | ---------------------- |
| 21 | HV | Việt Nam | Nguyễn Đức Chiến       |
| 23 | HV | Việt Nam | Đàm Tiến Dũng          |
| 25 | TM | Việt Nam | Quàng Thế Tài          |
| 26 | TM | Việt Nam | Trần Nguyên Mạnh       |
| 28 | TV | Việt Nam | Nguyễn Hoàng Đức       |
| 29 | TV | Việt Nam | Trương Tiến Anh        |
| 31 | TĐ | Việt Nam | Trần Hoàng Sơn         |
| 37 | TĐ | Brasil   | Bruno Cunha Cantanhede |
| 39 | TV | Việt Nam | Dương Văn Hào          |
| 66 | TĐ | Việt Nam | Bùi Đình Sơn           |
| 77 | TV | Việt Nam | Nguyễn Trọng Đại       |
| 88 | TV | Việt Nam | Bùi Duy Thường         |
| 91 | HV | Brasil   | Luiz Silva Walter      |
| 99 | TĐ | Việt Nam | Nhâm Mạnh Dũng         |